# سیارک ۸۳۴۴
سیارک ۸۳۴۴ (به انگلیسی: 8344 Babette، نامگذاری:1987BB) هشت هزار و سیصد و چهل و چهارمین سیارک کشف شده‌است که در ۲۵ ژانویه ۱۹۸۷ کشف شد.